# Manuel Lesteiro Martínez
Manuel Lesteiro Martínez (18 de marzo de 1867 – 27 de marzo de 1943) fue un industrial y político gallego, promotor de la cultura y la educación en Pontevedra, cuya labor como Concejal de Enseñanza permitió la implantación de las primeras escuelas públicas estatales y comedores escolares gratuitos en la ciudad, facilitando el acceso a la educación obligatoria.

## Biografía
Por tradición familiar se formó como maestro sastre en La Habana, Nueva York, Barcelona y Madrid de la mano de los cortadores más prestigiosos de la época, y siguió perfeccionándose hasta después de los cincuenta años. Asentado definitivamente en Pontevedra a finales del siglo XIX, se distinguió por una vasta erudición y una prodigiosa memoria, demostrando un gran interés por el fomento de la cultura y la mejora de la educación en la ciudad. Fue miembro directivo de la Sociedad Económica de Amigos del País, en la que desempeñó un papel destacado como impulsor de la divulgación académica, y regentó la Sastrería Lesteiro, cuya sede de la rúa da Peregrina, donde actualmente se abre la rúa Daniel de la Sota, se convirtió en uno de los principales lugares de tertulia intelectual durante el primer tercio del siglo XX, concitando a diario a las personalidades más significadas de la vida cultural pontevedresa. Como industrial, además, fue tesorero de la Cámara de Comercio y miembro directivo de la Sociedad Patronal, formó parte del primer comité ejecutivo de la Federación Agrícola Provincial, a través de la que defendió la redención de los foros y promovió la confección de un catastro de la riqueza rústica, y fue uno de los socios seleccionados por el Touring-Club Hispano-Portugués del conde de Romanones en representación de la ciudad de Pontevedra para la promoción del turismo ibérico.

### Carrera política
Se inició en la política tras su elección en 1914 como miembro de la Junta Municipal de Asociados, por medio de la cual pudo conocer de primera mano los pormenores de la mala gestión del Ayuntamiento, muy criticado a la sazón por la desatención de problemas de primera necesidad, el despilfarro superfluo del presupuesto municipal y los abusos electorales. A finales de enero de 1920 se presentó como segunda cabeza de lista del recién constituido Partido Maurista, y en enero de 1924, siendo alcalde del barrio de la Peregrina, fue elegido concejal del Ayuntamiento de Pontevedra y designado tanto para la Comisión de Aguas, por ser la traída de aguas a la ciudad uno de los problemas más acuciantes que debía afrontar la nueva corporación, como para la Comisión de Enseñanza, a petición propia. Poco más de dos meses más tarde, los nuevos comicios convocados tras la dimisión de Bernardo Aboal como alcalde por motivos familiares reforzaron su posición en el Ayuntamiento al ser elegido Teniente de Alcalde y Vocal de la Comisión Permanente en el gobierno de César García Solís, haciéndose cargo de la Comisión de Instrucción Pública, Alumbrado e Incendios como Concejal de Enseñanza. Después de las siguientes elecciones, durante el mandato de Mariano Hinojal no sólo mantuvo las mismas funciones, sino que llegó a ejercer de alcalde accidental durante un total de más de cuatro meses entre 1927 y 1928, y fue a la postre nombrado Alcalde de Pontevedra de forma oficial e ininterrumpida desde el 14 de octubre de 1928, tras la renuncia de Hinojal por su traslado a Valladolid, hasta la elección el 4 de diciembre de Remigio Hevia, con quien además de conservar sus anteriores cargos edilicios fue nombrado Presidente de la Comisión de Instrucción Pública e Incendios y Vocal de la Junta Local de Primera Enseñanza. En febrero de 1930, con la dimisión en pleno de la corporación municipal con motivo del cese del gobierno que los había nombrado, decidió retirarse de la política.

## Actividad política

### Escuelas estatales
Su primera medida como Concejal de Enseñanza consistió en confeccionar el primer padrón escolar de todas las localidades del término, con la intención de optimizar los recursos existentes por medio de una reforma de los distritos escolares. Adelantándose a la visión política de la época hizo una apuesta decidida por la sustitución gradual de las escuelas voluntarias municipales por escuelas estatales, que además de garantizar una mayor calidad de la educación dejaban de depender del erario municipal, liberando buena parte de los fondos locales para acometer nuevos proyectos en lugar de limitarse a mantener los existentes. De acuerdo con este plan obtuvo la concesión por parte del Ministerio de Instrucción Pública de veinticuatro escuelas nacionales, seis de las cuales para el área urbana, duplicando el número de escuelas graduadas que existían hasta entonces en la ciudad, y las restantes para localidades de la periferia como Lérez, Lourizán o Mourente. A esta concesión consiguió sumarle una sustanciosa consignación en presupuesto extraordinario para la compra de solares y construcción de escuelas, más una subvención por parte del Estado del 80% del coste de la edificación de un nuevo grupo escolar, y la cesión por parte del industrial Casimiro Gómez de una serie de terrenos urbanos, a condición de que se empleasen en la construcción de nuevas escuelas unitarias.
A falta de locales que pudiesen acoger la ampliación escolar de inmediato, concedió prioridad absoluta a la conclusión de las obras de acondicionamiento del nuevo edificio del Instituto de Pontevedra, que tras casi diez años estancadas durante las alcaldías anteriores culminaron definitivamente con la inauguración del centro a cargo del rey Alfonso XIII en su visita a Pontevedra, el 27 de septiembre de 1927. La habilitación del nuevo edificio le permitió poner en marcha sin dilación el proyecto de reforma de la antigua sede del Instituto y de las instalaciones de la Escuela Normal de Maestros, cuya aprobación se había apresurado para obtener por adelantado del Ministerio de Instrucción Pública dos años atrás, de forma que antes del inicio del curso siguiente había conseguido trasladar la Escuela Normal de Maestros y las tres nuevas escuelas graduadas de niñas al antiguo Instituto e integrar las graduadas de niños con la Escuela Normal de Maestras en el Grupo Escolar de la plaza de Vincenti, en una actuación muy aplaudida que permitió la escolarización de un gran número de niños que hasta entonces no había tenido acceso a la educación.
Con estas medidas, en apenas tres años encauzó la reforma y expansión de la red educativa municipal y duplicó la oferta escolar, hasta el punto de contar con sólo una escuela menos que Vigo para menos de la mitad de la población, triplicando al mismo tiempo el presupuesto de Enseñanza y facilitando la futura construcción de hasta ocho nuevas escuelas que prácticamente no supondrían ningún desembolso significativo para el Ayuntamiento.

### Comedores y colonias
También se adelantó a sus tiempos al defender la necesidad de establecer comedores escolares gratuitos, entendiendo que no era posible fomentar la educación obligatoria entre los niños de familias sin recursos a menos que se les ofreciese el incentivo de saber que a sus hijos se les daría de comer en la escuela. A raíz de esta propuesta, a finales de 1929 comenzó a funcionar de forma provisional la Cantina Escolar, a través de la cual fue posible dar de comer a cuarenta niños a diario en una primera etapa, y en marzo del año siguiente se celebró su inauguración oficial con la instalación de la cocina y el comedor definitivos en los bajos del antiguo edificio del Instituto.
Desde su cargo como Vocal de la Junta Provincial de Enseñanza demostró asimismo un gran interés en sus negociaciones con el Gobierno Civil por la celebración año tras año de las Colonias Escolares de verano, que ofrecían a muchos niños la posibilidad de disfrutar de unas vacaciones e iniciarse en la realización de actividades deportivas y culturales al margen de la escuela, en sintonía con los principios de educación integral y autodidactismo promulgados por la Institución Libre de Enseñanza, y como Vocal de la recién fundada Comisión Provincial de Construcciones Escolares se involucró en la iniciativa de conocer en detalle las condiciones de los locales de las escuelas y de las viviendas de los maestros del término municipal, con la intención de garantizar que todas reuniesen las mismas condiciones de habitabilidad establecidas por el Estado.

### Alcaldía de Pontevedra
Durante su gestión al frente de la alcaldía de Pontevedra tuvo la ocasión de participar en el tramo decisivo de las negociaciones para la construcción del Ferrocarril Central Gallego, y consiguió aumentar la recaudación municipal tras revisar a fondo las cuentas de los ejercicios anteriores y percatarse de reclamar al Ministro de Hacienda una partida de ingresos por el arbitrio de la bencina que desde 1924 se había quedado sin consignar por omisión como parte de los presupuestos anuales del Ayuntamiento.

## Vida personal
Fue padre del lingüista e intelectual galleguista Manuel Lesteiro, inventor de la taquideografía. Sus hijas, la hispanista y archivera Raquel Lesteiro y la profesora Celia Lesteiro, estudiaron en Madrid, París y Londres y fueron dos de las pocas mujeres universitarias de su época, integrantes de una de las primeras promociones de alumnas de la Residencia de Señoritas de María de Maeztu. Fue, por parte de su hija Raquel, suegro del historiador Ramón Iglesia y abuelo político del poeta Gregorio San Juan. Su sobrino segundo nieto José María David Suárez Núñez, médico y político, fue Rector de la Universidad de Santiago y senador de la Legislatura Constituyente.
| Predecesor: Mariano Hinojal | Alcalde de Pontevedra 1928 | Sucesor: Remigio Hevia |